# Cappenberger Wald
Der Cappenberger Wald ist ein Wald in Nordrhein-Westfalen. Er erstreckt sich im Südwesten der Lipper Höhen zwischen Lünen im Süden und südlich von Südkirchen im Norden und zwischen Bork im Westen und Werne im Osten. Benannt ist der Cappenberger Wald nach dem Selmer Ortsteil Cappenberg. Er hat eine Gesamtfläche von 28 bis 30 km². Eingebettet ist in ihn das Schloss Cappenberg.

## Lage
Der Cappenberger Wald beginnt im Süden bei Lünen nördlich des Brusenkamps. Dieser Teil heißt Struckmannsberg. An der höchsten Stelle hat er eine Höhe von 102 Metern über Normalnull. Nördlich der Straße Am Struckmannsberg verläuft die Gemeindegrenze zwischen Lünen und Selm. Im Süden von Cappenberg befindet sich direkt am Waldrand die Waldschule Cappenberg. Sie veranstaltet Waldexpeditionen und arbeitet viel mit Kindern. Der größte Teil des Cappenberger Waldes befindet sich auf dem Gebiet der Stadt Werne. Im Norden ragt er über die Landesstraße 507 hinaus bis fast an die Gemeindegrenze Nordkirchens. Der südöstliche Teil umfasst auch den Vogelberg, der zu Lünen gehört. Dieser Teil des Waldes wird auch Cappenberger Forst genannt. Weiter südlich schließt sich auf Altlüner Gebiet das Naherholungsgebiet Cappenberger See an.
Im Cappenberger Wald befindet sich seit 2013 ein Friedwald (RuheForst), auf dem Verstorbene ihre letzte Ruhe finden.

## Flora
Der Cappenberger Wald ist heute ein Buchen- und Ahornwald. In kleineren Teilen des Waldes befinden sich auch Nadelbäume. Die Eichen im Cappenberger Wald wurden Mitte des 19. Jahrhunderts systematisch abgeholzt, da der Cappenberger Wald ein reiner Buchenwald werden sollte. Ab 1911 einigte man sich darauf, dass auch Edelhölzer im Cappenberger Wald angepflanzt werden sollten. Heute sind noch 4 % des Waldes Edelbaumhölzer, von 1912 bis 1930 waren es noch 44 %. Darunter befanden sich Esche, Bergahorn und Kirsche.